# هومر بيكر
هومر بيكر (بالإنجليزية: Homer Baker)‏ هو منافس ألعاب قوى أمريكي، ولد في 8 يونيو 1893، وتوفي في 25 نوفمبر 1977.